# Núi Sinai
Núi Sinai (tiếng Hebrew: הַר סִינָֽי Har Sīnay; Aramaic: ܛܘܪܐ ܕܣܝܢܝ Ṭūrāʾ dəSīnăy) còn được biết đến là Jabal Musa (tiếng Ả Rập: جَبَل مُوسَىٰ nghĩa là "Núi của Moses" là một ngọn núi nằm tại Bán đảo Sinai của Ai Cập. Đây là một trong một số địa điểm được cho là Núi Sinai trong Kinh Thánh, nơi mà theo theo Cựu Ước, Kinh Thánh và Kinh Qur'an, Moses tiếp nhận Mười Điều Răn.
Núi Sinai cao 2.285 mét (7.497 ft) nằm gần thành phố Saint Catherine, trong khu vực ngày nay được gọi là Bán đảo Sinai. Nó được bao quanh tứ phía bởi các đỉnh núi cao hơn trong dãy núi mà nó là một phần. Cạnh đó là Núi Catherine, ở độ cao 2.629 m hay 8.625 ft, là đỉnh cao nhất ở Ai Cập.

## Địa chất
Địa chất của nó hình thành trong giai đoạn cuối của quá trình kiến tạo Vách chắn Ả Rập-Nubia. Ngọn núi là một tổ hợp đài vòng gồm đá granit kiềm xâm lấn vào nhiều loại đá khác, trong đó có cả đá núi lửa. Đá granit có thành phần là Syenogranit cho đến Felspat kiềm.

## Ý nghĩa trong tôn giáo

### Do Thái giáo và Kitô giáo
Ngay phía bắc ngọn núi là Tu viện Thánh Catarina có từ thế kỷ thứ 6. Đỉnh núi có một Nhà thờ Hồi giáo vẫn còn được sử dụng và một Nhà thờ Chính thống giáo Hy Lạp được xây dựng vào năm 1934 trên tàn tích của một nhà thờ thế kỷ 16, hiện không mở cửa cho công chúng. Nhà nguyện bao quanh tảng đá được coi là nguồn gốc của Các tấm bia Lề luật trong Kinh Thánh. Trên đỉnh còn có "hang động của Moses", được cho là nơi mà Moses đã nhận Mười Điều Răn. 

### Hồi giáo
Ngọn núi gắn liền với nhà tiên tri Musa. Đặc biệt, có nhiều tài liệu tham khảo về Jabal Musa trong Kinh Qur'an, trong đó nó được gọi là Ṭūr Saināʾ, Ṭūr Sīnīn,, aṭ-Ṭūr và al-Jabal (cả hai đều có nghĩa là "núi"). Còn đối với Wād Ṭuwā (Thung lũng của Tuwa) liền kề, nó được coi là muqaddas (linh thiêng), và một phần của nó được gọi là Al-Buqʿah Al-Mubārakah ("Nơi may mắn"). Đó là nơi Musa nói chuyện với Thượng Đế.

## Hình ảnh

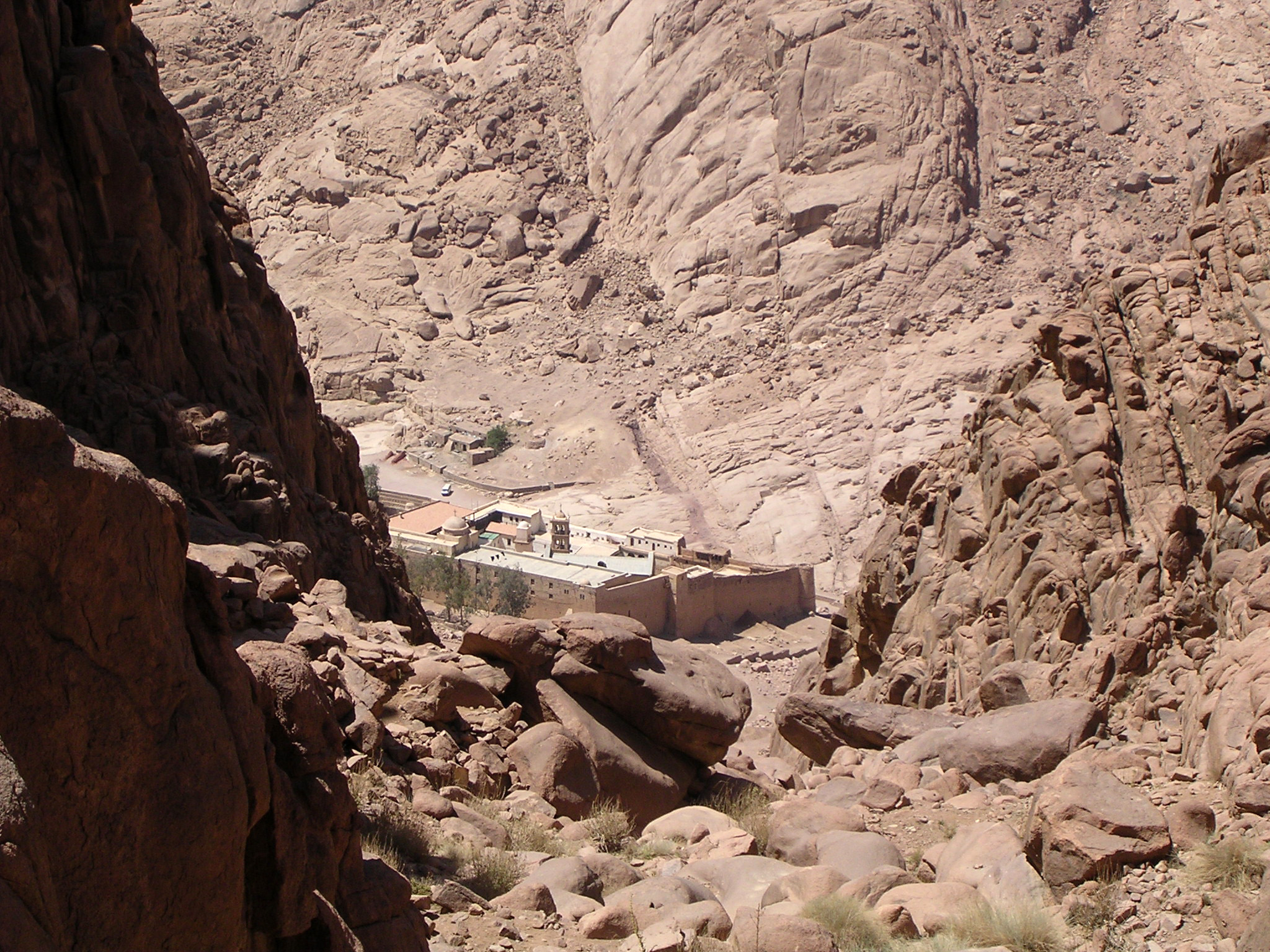
Tu viện Thánh Catarina, một Di sản thế giới được UNESCO công nhận nhìn xuống từ núi Sinai
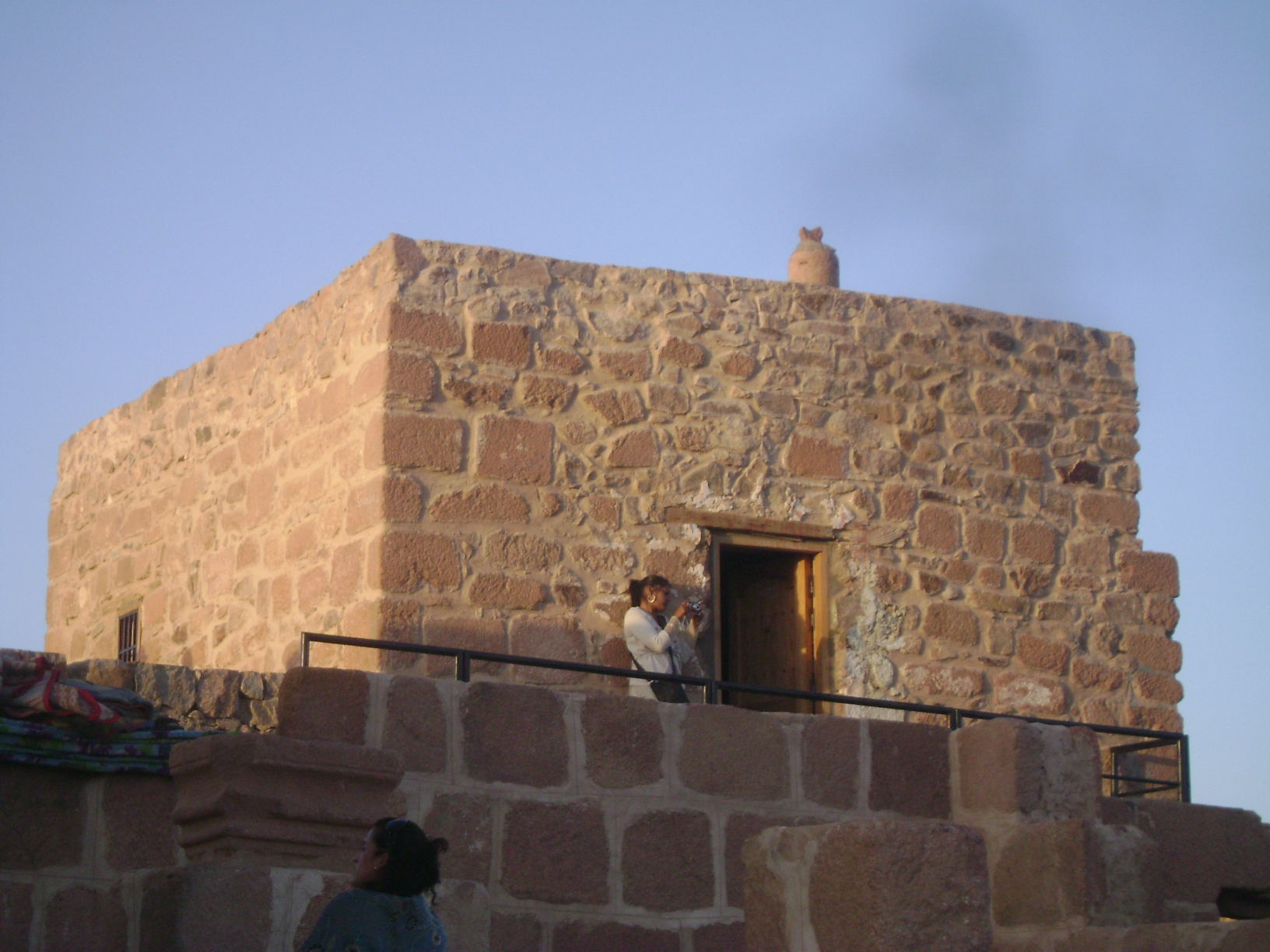
Nhà thờ Hồi giáo trên đỉnh
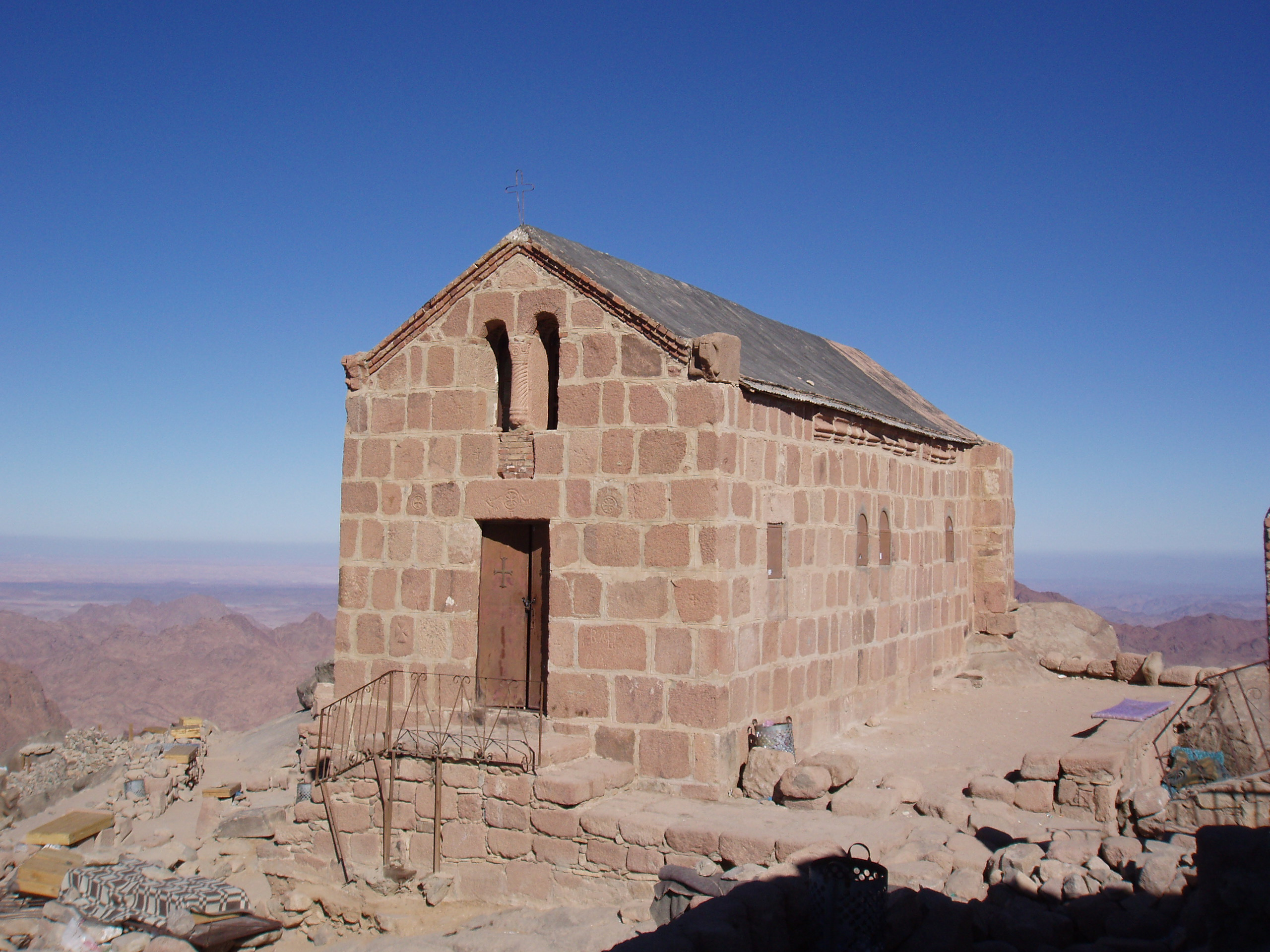
Nhà nguyện trên đỉnh
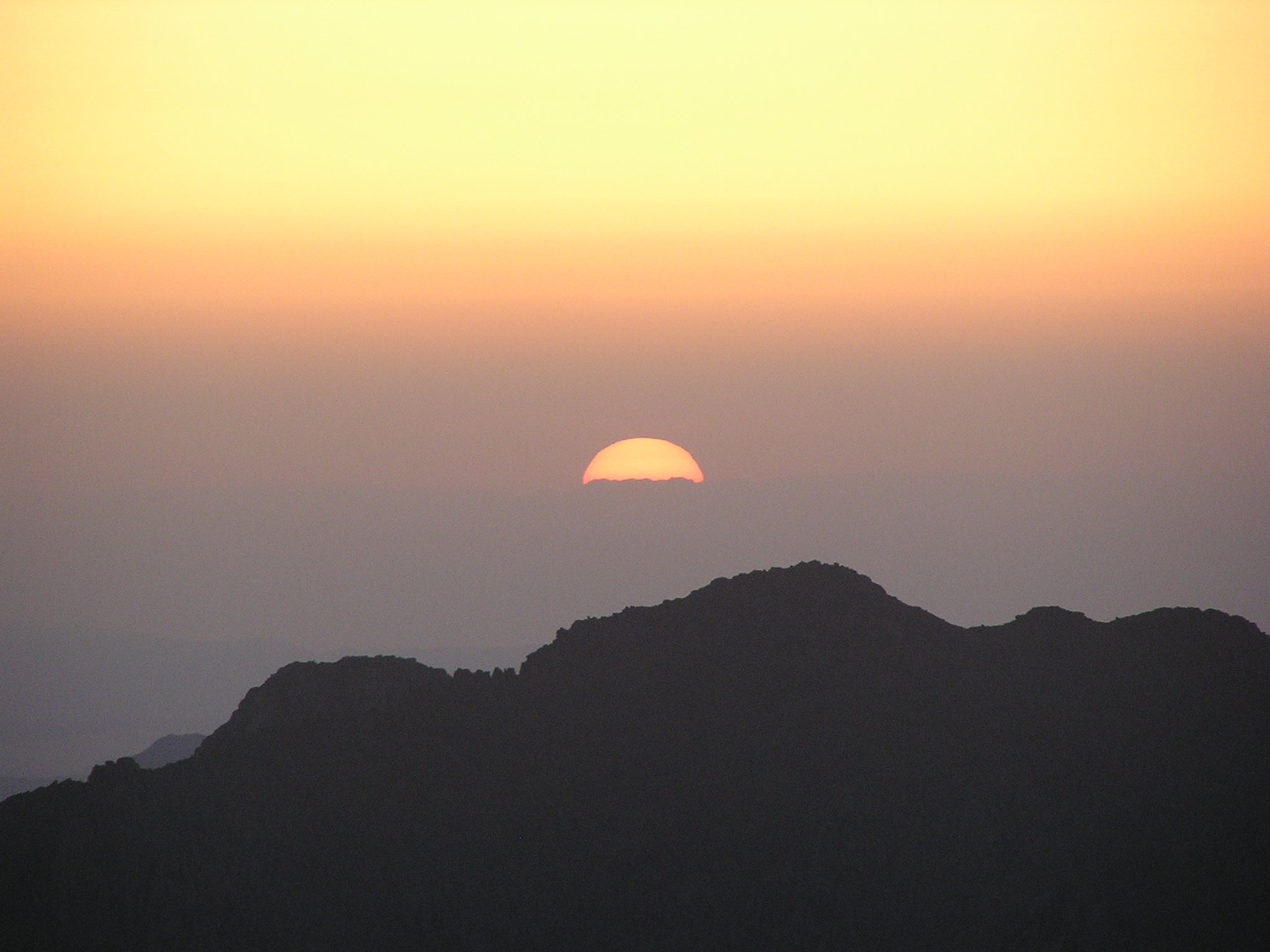
Bình minh trên đỉnh núi
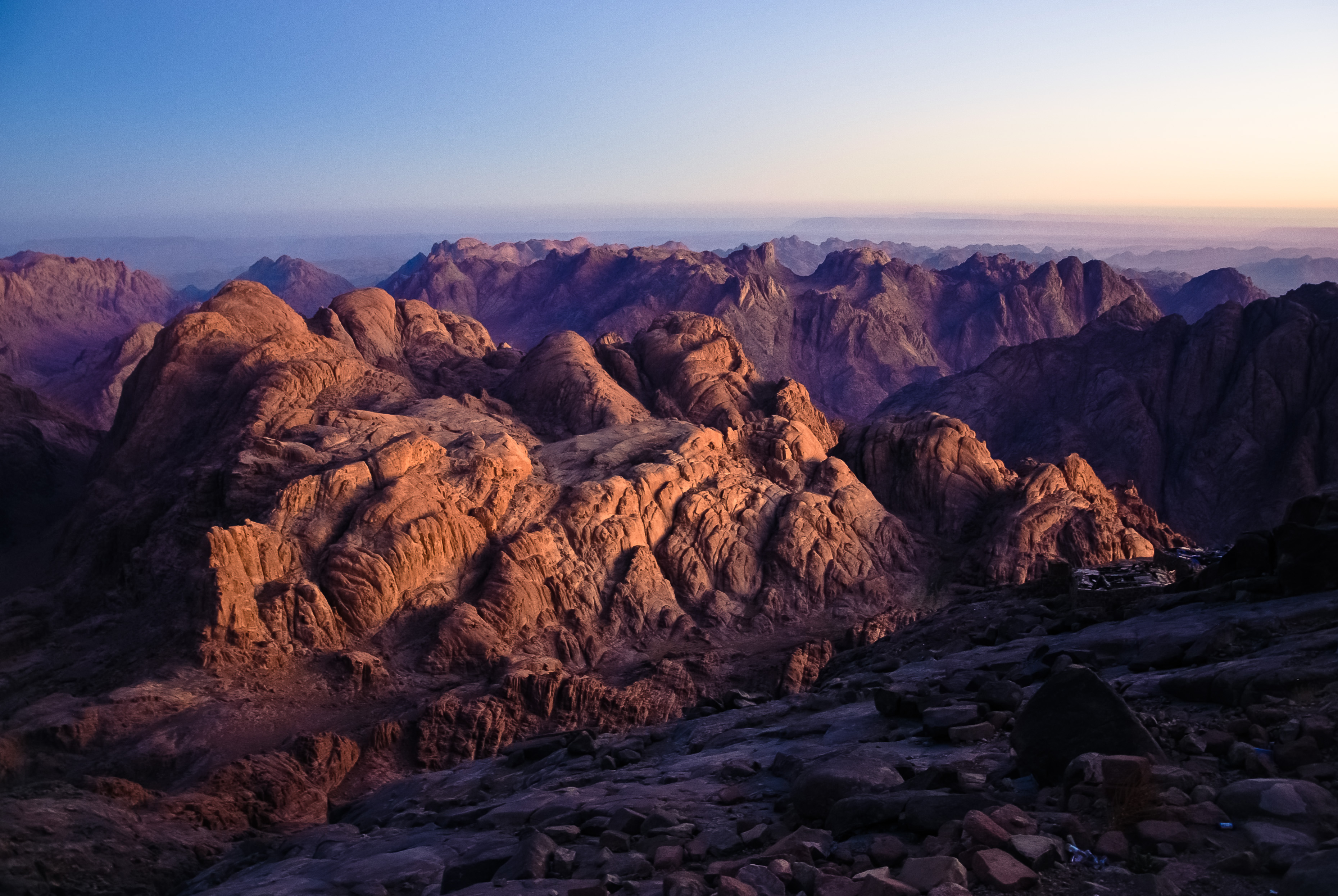
Nhìn xuống từ đỉnh núi
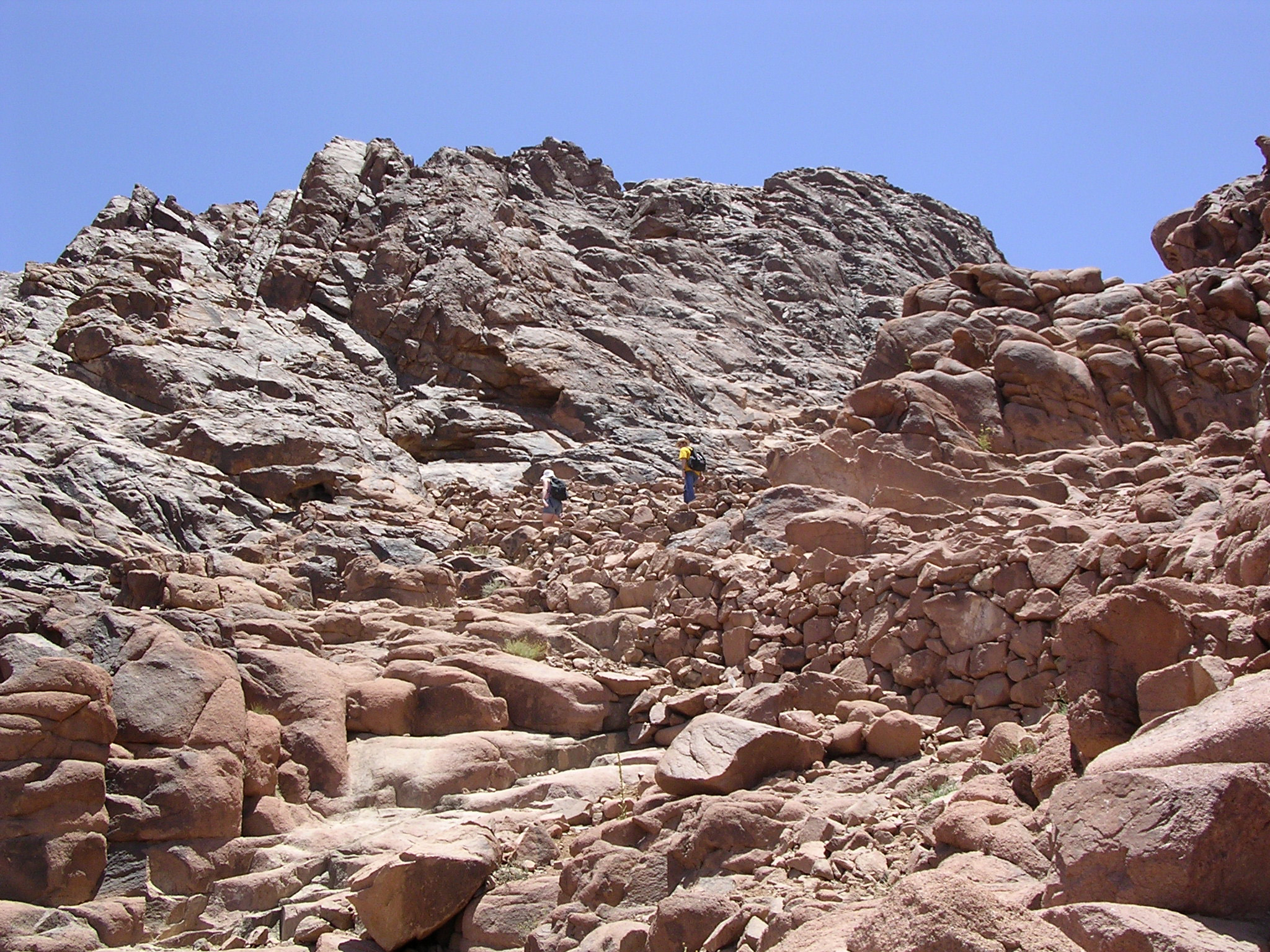
Những đoạn cuối cùng lên đỉnh núi